# Godavari
Godavari (IAST: Godāvarī [ɡod̪aːʋəɾiː]) je druga najdaljša reka v Indiji za reko Ganges in odmaka v tretje največje porečje v Indiji, ki pokriva približno 10 % celotnega geografskega območja Indije. Njen izvir je v Trimbakešvarju, Našik, Maharaštra. Teče proti vzhodu v dolžini 1465 kilometrov in odmaka zvezne države Maharaštra (48,6 %), Telangana (18,8 %), Andra Pradeš (4,5 %), Čhatisgarh (10,9 %) in Odiša (5,7 %). Reka se končno izliva v Bengalski zaliv skozi obsežno mrežo razvodov. Meri do 312.812 km² in tvori eno največjih porečij na Indijski podcelini, le reki Ganges in Ind imata večje porečje. Glede na dolžino, porečje in iztok je Godavari največja na polotoku in so jo poimenovali Dakšina Ganga (Južni Ganges).
Reka je bila tisočletja cenjena v hindujskih spisih in še naprej goji in hrani bogato kulturno dediščino. V zadnjih nekaj desetletjih je bila reka pregrajena z več zapornicami in jezovi, ki ohranjajo višino vode (globino), kar zmanjšuje izhlapevanje. V njeni široki delti živi 729 oseb/km² – kar je skoraj dvakrat več od indijske povprečne gostote prebivalstva in obstaja veliko tveganje za poplave, ki bi se v nižjih delih še povečale, če bi se svetovna gladina morja dvignila.

## Potek
Godavari izvira iz Zahodnih Gatih v osrednji Indiji blizu Našika v Maharaštri, 80 km od Arabskega morja. Teče 1465 km, najprej proti vzhodu čez Dekansko planoto, nato pa zavije proti jugovzhodu, vstopi v okrožje Eluru in okrožje Aluri Sitharama Radžu v Andra Pradešu, dokler se ne razdeli na dva kraka, ki se razširita v veliko rečno delto pri jezu Dhavalešvaram v Radžamahendravaram in se nato izlije v Bengalski zaliv.
Porečje reke Godavari pokriva površino 312.812 km², kar je skoraj ena desetina površine Indije in je enako površini Združenega kraljestva in Republike Irske skupaj. Šteje se, da je porečje razdeljeno na 3 dele:
- Zgornji tok (izvir do sotočja z Mandžiro),
- Srednji tok (med sotočjem Mandžire in Pranhita) in
- Spodnji tok (sotočje Pranhite in ustje).

Slednji skupaj predstavlja 24,2 % celotne površine porečja. Povprečni letni dotok vode v reke je skoraj 110 milijard kubičnih metrov. Izkorišča se skoraj 50 % razpoložljive vode. Dodeljevanje vode iz reke med obrežnimi državami ureja Godavarijino sodišče za vodne spore (Godavari Water Disputes Tribunal). Reka ima največje poplavne pretoke v Indiji in je leta 1986 zabeležene poplave 3,6 milijona cusec (Kubični čevelj na sekundo), letna poplava 1,0 milijona cusecs pa je normalna.

### Znotraj Maharaštre
V zvezni državi Maharaštra, kjer izvira, ima reka obsežen tok, katerega zgornji del porečja (izvor do sotočja z Mandžiro) v celoti leži znotraj države in kumulativno odmaka območje, veliko kar 152.199 km² – približno polovica območja Maharaštre. Znotraj okrožja Našik se reka obrne proti severovzhodu, dokler se ne izlije v rezervoar Gangapur, ki ga je ustvaril istoimenski jez. Rezervoar skupaj z jezom Kašipi zagotavlja pitno vodo Našiku, enemu največjih mest na njenih bregovih. Ko se reka izlije skozi jez, približno 8 km gorvodno od Našika, teče po skalnati strugi, valoviti z nizom brezen in skalnatih robov, kar povzroča nastanek dveh pomembnih slapov – slap Gangapur in slap Someshwar. Slednji, ki je pri Somešvarju, je bolj popularno znan kot slap Dudhsagar. Približno 10 km vzhodno od Gangapurja teče reka mimo mesta Našik, kjer zbira odpadne vode v obliki reke Nasardi na svojem desnem bregu.
Približno 0,5 km južno od Našika se reka ostro zalomi proti vzhodu in naplavlja vznožje visoke pečine, kjer je bila nekoč mogolska utrdba, zdaj pa jo poplave odnašajo. Približno 25 km pod Našikom je sotočje Godavarija in enega od njegovih pritokov, Darne. Potok zavzema devet mesecev na leto majhen prostor v široki in prodnati strugi, sivkasti bregovi so visoki od 4 do 6 m, na vrhu pa je globoka plast črne zemlje. Nekaj kilometrov po srečanju z Darno Godavari zavije proti severovzhodu, preden se Banganga s severozahoda sreča z njo na levi strani. Glavni tok se nato usmeri bolj izrazito proti jugu. Pri Nandur-Madhmešvarju Kadva, drugi največji pritok, znatno poveča vodotok Godavarija. Reka začne svojo jugovzhodno smer, značilno za reke Dekanske planote. Reka zapusti Niphad Taluko Našika in vstopi v Kopargaon taluko, okrožje Ahmednagar. Znotraj okrožja Ahmednagar reka hitro zaključi svoj kratki tok, teče ob mestu Kopargaon in doseže Puntambo. Poleg tega reka služi kot naravna meja med naslednjimi okrožji:
- Ahmednagar in Aurangabad: vzdolž tukajšnje meje prejme svoj prvi večji pritok reko Pravara, ki izsuši nekdanje okrožje. Sotočje je pri Pravarasangamu. Zaradi pritoka Pravare – Mandohola, ki izvira v okrožju Pune – porečje posega v okrožje Pune. Reko je pri Paithanu zajezil jez Džajakvadi, ki tvori rezervoar NathSagar. Kalsubai, ki je v porečju Godavari, je najvišji vrh v Maharaštri.
- Beed in Jalna
- Beed in Parbhani: tu vzdolž se združi s Sindphano, pomembnim pritokom, ki odmaka precej veliko območje v Beedu. Pritok reke Bindusara je mejnik pri Beedu.

Blizu vasi Sonpeth se v Godavari izliva Parbhani. V okrožju Parbhani reka teče skozi taluko Gangakhed. Kot je navedeno zgoraj, se Godavari imenuje tudi Dakšinganga, zato se mesto imenuje Gangakhed (kar pomeni vas na bregu Gange). V skladu s hindujskimi obredi se ta kraj šteje za zelo pomemben za posmrtni mir, zato se pepel meče v reko.
Nadaljevanje je razmeroma nepomembno, razen sprejema dveh manjših potokov – Indrajani in Masuli – ki se združita na njenem levem oziroma desnem bregu. Znotraj zadnje taluke okrožja Parbhani, Purna, reka dobi glavni pritok z istim imenom: Purna.
Nato izstopa v sosednjem okrožju Nanded, kjer jo 10 km pred prihodom v mesto Nanded zajezi jez Višnupuri in s tem oživi največji dvižni namakalni projekt v Aziji. Nekoliko dolvodno od Nandeda reka na levem bregu sprejme Asno, majhen potok. Nato naleti na kontroverzni projekt Babli (sporen projekt rezervoarja, ki ga gradi Maharaštra čez reko Godavari, Telangana pa mu oporeka), ki kmalu konča svojo pot v Maharaštri, čeprav začasno, ob združitvi z velikim pritokom – Mandžira.
Reka se po izlivu v Telangano ponovno pojavi kot državna meja, ki ločuje Mančerial, Telangano od Gadčirolijo v Maharaštri. Na državni meji teče med Sirončo in Somnoor Sangamom in ima na vsakem od teh vozlišč po en pritok – Pranhita in nato Indravati.

### Znotraj Telangane
Godavari vstopi v Telangano v okrožju Nizamabad pri Kandakurthiju, kjer se reki Mandžira, Haridra združita z Godavari in tvorijo Triveni Sangamam. Reka teče vzdolž meje med okrožji Nirmal in Mančerial na severu ter okrožji Nizamabad, Džagtial, Pedapali na jugu. Približno 12 km po vstopu v Telangano se združi z zadnjimi vodami jezu Sriram Sagar. Reka ima, potem ko izstopi skozi jez, široko strugo, ki se pogosto razcepi in obdaja peščene otoke. Reka prejme manjši, a pomemben pritok reko Kadam. Nato se pojavi na vzhodni strani in deluje kot državna meja z Maharaštro, da bi kasneje vstopila v okrožje Bhadradri Kothagudem. V tem okrožju reka teče skozi pomembno hindujsko romarsko mesto – Bhadračalam.
Reka še naprej narašča, potem ko prejme manjši pritok reke Kinnerasani in se izteče v Andra Pradeš.

### V Andra Pradešu
Znotraj zvezne države Andra Pradeš reka teče po hribovitem terenu Vzhodnih Gatov, znanem kot hribi Papi, kar pojasnjuje zoženje njene struge, ko teče nekaj kilometrov skozi sotesko, nato pa se ponovno razširi pri Polavaramu. Najgloblja struga reke Godavari, ki je 36 km gorvodno od jezu Polavaram, je 45 metrov pod morsko gladino. Preden prečka hribe Papi, na levem bregu prejme svoj zadnji večji pritok reko Sabari. Reka se, ko doseže ravnice, začne širiti, dokler ne doseže Radžamahendravarama. Arma Konda (1680 m) je najvišji vrh v porečju reke Godavari kot tudi v Vzhodnih Gatih.
Jez Dovlesvaram je bil zgrajen čez reko v Radžamahendravaramu. Tu se Godavari razdeli na dve veliki veji, ki se imenujeta Gautami (Gautami Godavari) in Vasišta Godavari, ter pet manjših vej. Podobno se Vasišta razdeli na dve veji, imenovani Vasišta in Vainateja. Te štiri veje, ki se na različnih mestih združijo z Bengalskim zalivom, tvorijo delto, dolgo 170 km vzdolž obale Bengalskega zaliva in se imenuje regija Konasema. To delto skupaj z delto reke Krišne imenujejo riževa žitnica južne Indije.

### Znotraj Pudučerija
Gautami, ki je največja veja celote, poteka vzdolž Janama na ozemlju Unije Pudučeri in se izliva v morje na točki Godaveri. Pravzaprav Janam na jugu omejuje krak Gautami, reka Coringa pa izvira pri Janamu, ki se zliva v morje blizu vasi Coringa v Andra Pradeš.

## Pritoki
Glavne pritoke reke na levem bregu so: Purna, Pranhita, Indravati in Sabari, ki pokrivajo skoraj 59,7 % celotnega porečja, in pritoke na desnem bregu: Pravara, Mandžira, in Manair skupaj prispevajo 16,1 % porečja.
Reka Pranhita je največji pritok reke Godavari, ki pokriva približno 34 % njenega porečja. Čeprav reka sama teče le 113 km, zaradi svojih obsežnih pritokov Vardha, Vainganga, Penganga, podporečje odmaka celotno regijo Vidharba kot tudi južna pobočja gorovja Satpura. Indravati je drugi največji pritok, znan kot »življenjska vrv« Kalahandija, Nabarangapurja v Odiši in okrožja Bastar v Čhatisgarhu. Indravati in Pranhita se zaradi svojih ogromnih porečij obravnavata kot samostojni reki. Mandžira je najdaljši pritok in ima rezervoar Nizam Sagar. Purna je glavna reka v regiji Marathvada v Maharaštri, kjer je malo vode.

## Sedem Godavarijinih ust
Preden se zlije v Bengalski zaliv, ima Godavari skupno sedem ust in pri lokalnih hindujcih veljajo za sveta. Po njihovem tradicionalnem prepričanju naj bi sveto vodo Godavari iz glave Gospoda Šive prinesel Riši Gautama, sedem vej, po katerih naj bi tradicionalno dosegla morje, pa naj bi izdelal sedem velikih rišijev, znanih kot Sapta riši. Tako so poimenovani po teh sedmih velikih rišijih in se imenujejo Tuljabhāga (Tulja ali Kaśjapa), Ātreja (Atri), Gautamī (Gautama), Džamadagni (zdaj nadomeščen z Vṛddhagautamī, tj. Stari Gautami), Bhardvādža, Kauśika (Visvamitra) in Vasișțha (Vasištha). Torej kopanje v teh ustih domači hindujci štejejo za dejanje velike verske učinkovitosti. Sanskrtska sloka se spominja teh ust na naslednji način:

tulyātreyī bharadvāja gautamī vṛddhagautamī

kauśikīca vasiṣṭhaaca tathā sāgaraṃ gataḥ

(Godavari postane) Tulya, Ātreyi, Bharadvāja, Gautamī, Vṛddhagautamī,

Kauśikī in Vaśiṣṭhaa in nato preide v morje.
Skupaj se imenujeta Sapta Godavari, reka Godavari pred delitvijo pa se imenuje Akhanda Godavari. Vendar pa obstajajo še ena osma usta, imenovana Vainatejam, ki ni ena od teh tradicionalnih sedmih ust in naj bi jih ustvaril riši s tem imenom, ki je ukradel del veje Vasisthha. Starodavni indijski spisi so Godavari pogosto imenovali Ganga ali Ganges. Vendar prvotne veje Kauśika, Bhardvadža in Džamadagni ne obstajajo več in romarji se kopajo v morju na mestih, kjer naj bi bili. Tradicionalno ustje Bharadvāja je v Tirthalamondiju (zdaj meji na Savithri Nagar v Janamu in pred zaselkom Gutenadivi), tradicionalno ustje Kauśika pa je v Ramesvaramu, zaselku vasi Samathakuru v Alavaram Mandalu v okrožju Konasema. Tradicionalna usta Džamadagnija niso znana in ljudje se namesto tega kopajo v veji Vriddha Gautami v vasi Kundalesvaram v Katrenikona Mandalu v okrožju Konasema. Obstaja lokalna legenda, ki pravi, da sta Indžaram in Patha (stari) Indžaram (zdaj na drugem bregu reke Gautami znotraj otoka Polavalam Mandal v okrožju Konasema) razdelila reka Godavari. Tako se Godavari, ki poteka med tema dvema, zdaj imenuje Gautami, stari prehod pa Vridha Gautami. V zgodnjih britanskih zapisih je bilo Indžaram Paragana (okrožje) šteto skupaj z vasjo Muramala (ki je zdaj na drugi strani Gautamija znotraj otoka Polavalam Mandal) in naj bi obsegala 22 vasi.

## Verski pomen
- Gautami, poosebljen z Gautamo
- Kip Godavari v Gangadwarju, ki ga častijo kot izvor Godavarija, Triambaka
- Boginja Godavari
- Skulptura, ki prikazuje legendo govu vatsa in gowthama o rojstvu reke Godavari

Reka je sveta za Hindujce in ima več krajev na svojih bregovih, ki so bili tisočletja romarska. Med ogromnim številom ljudi, ki so se kopali v njenih vodah kot obred čiščenja, naj bi bila božanstvo Baladeva pred 5000 leti in svetnik Čaitanja Mahaprabhu pred 500 leti. Vsakih dvanajst let na bregovih reke poteka sejem Puškaram.
Legenda pravi, da je modrec Gautama živel v hribih Brahmagiri v Trjambakešvarju s svojo ženo Ahaljo. Par je preostanek življenja preživel v takratni vasi Govuru, ki je od britanske vladavine zdaj znana kot Kovvur ('krava'). Ahalja je živela v bližnjem kraju, imenovanem Thagami (zdaj Thogummi). Modrec je kot razlog za prakso anadanam ('razdajanje hrane' potrebnim) začel gojiti posevke riža in druge poljščine. Nekoč je bog Ganeša na željo munijev poslal čudežno kravo maaya-dhenu, ki je bila podobna navadni kravi. Vstopila je v modrečevo bivališče in med njegovim meditiranjem začela kvariti riž. Ker je govedo za Hindujce sveto in je treba z njim vedno ravnati spoštljivo, je na kravo položil travo dharbha. Toda na njegovo presenečenje je padel mrtev. Ko so videli, kaj se je zgodilo pred njihovimi očmi, so muniji in njihove žene zavpile: »Mislili smo, da je Gautama-mahariši pravičen človek, vendar je zagrešil bovicid (ubijanje krave ali goveda)!«. Modrec se je želel odkupiti za ta hud greh. Zato je šel v Našik in opazoval tapase Gospodu Tryambakeshwari (manifestacija boga Šiva), po nasvetu munijev, molil za odkupno darilo in ga prosil, naj Ganges prelije čez kravo. Šiva je bil zadovoljen z modrecem in preusmeril Ganges, ki je odplaknila kravo in povzročila reko Godavari v Našiku. Vodni tok je tekel mimo Kovurja in se na koncu združil z Bengalskim zalivom.

### Sapta Sāgara Yatra
V starih časih so tisti, ki so si želeli potomstva, ob bregovih svetih voda iz sedmih ust opravili romanje, imenovano sapta sāgara yātra. Začne se s svetim kopanjem ob reki Tuljabhaga v vasi Čolangi na Amavasja med Krišna Pakša meseca Pušja po hindujskem koledarju. Ta dan se lokalno imenuje Čolangi Amavasja. Ta kraj, kjer se rečni krak združi z morjem, se imenuje Tula Sāgara Sangamam. Drugič, kopajo se v vasi Coringa v reki Coringa, ki velja za Atrejsko vejo Godavarija, sveto kopališče pa se imenuje Atreja Sāgara Sangamam.  Po kopanju na različnih bregovih drugih vej se romanje konča s kopanjem v bližini Narsapurama ali Antarvedija.

## Zanimivosti
Romarska mesta so:
- Basar (prvotno Vjasara) – tempelj Sri Gjana Sarasvati je na bregovih Godavarija v okrožju Adilabad, Telangana. Od glavnega mesta države Hiderabad je oddaljen približno 210 km in je dostopen po cesti in železnici (najbližja večja postaja: Nizamabad, čeprav obstaja tudi postaja Basar). Velja, da je modrec Vjasa napisal Mahabharato na bregovih Godavarija na tej lokaciji blizu hiše HarŠa, to je čudovit scenarij, zato je kraj postal znan kot VJasara.
- Kandhakurthi - Thriveni sangamam, kjer se združijo tri reke. Godavari, reka Mandžira in reka Haridra
- Bhadračalam – hindujski tempelj Rama, ki ga je zgradil Bhakta Ramdas v 16. stoletju
- Dharmapuri, Telangana – hindujski tempelj Narasimhe. Godavari teče od severa proti jugu v Dharmapuriju, zato se reka lokalno imenuje 'Dakshina Vahini' [južni tok].
- Kalešvaram – Svami Temple Sri Kalesvara Mukhtesvara je tukaj na bregovih Triveni sangamam rek Godavari in Pranahita. Od mesta Karimnagar je oddaljen 125 km, od mesta Warangal 115 km.
- Trimbakešvar – Eden od dvanajstih Džjotirlingas in starodavni Šivin tempelj
- Nanded – Takht Sri Hazur Sahib, drugi od petih najbolj svetih krajev v sikizmu
- Našik – eden od štirih Sinhastha Kumbh Mela, hindujski romarski kraj
- Paithan – rojstni kraj sv. Eknatha, slavni jez Džajakvadi in čudovit vrt, poimenovan po Sant Dninešvarju.
- Antarvedi, okrožje Konasema – Antarvedi je znan po templju Lakšmi Narasimha Svami, zgrajenem med 15. in 16. stoletjem. Obstaja tudi tempelj Gospoda Šive, ki je starejši od templja Narasimha Svami. Tempeljski idol Gospoda Šive je postavil Gospod Srirama.
- Konasema – delta Godavarija
- Patisema – vas, kjer je hindujski tempelj na majhnem hribu na otoku v reki
- Kovur – vas, kjer so prebivale krave in kraj, kjer je maaya-dhenu padel mrtev. Odtise stopal maaya-dhenuja so videli še danes v znamenitem kraju Kovur, imenovanem Gošpadakšetram, imenovanem tudi Gopadala Revu, kjer so vidni odtisi svete krave v bližini templja Gospoda Šive. Tudi vas, ki je razlog za rojstvo reke Godavari. Znana je po sanskrtski šoli, ki je bila zgrajena pred 63 leti.
- Radžamahendravaram – mesto, znano po svoji vlogi v teluški kulturi in rojstni kraj pisateljev, kot je Nannayya, eden od trojice pesnikov Kavitrayam, ki je prevedel Mahabharato. Znano je po cvetličarstvu, turizmu, industriji in svoji dediščini. Godavari Puškaralu je pomemben lokalni festival, ki poteka vsakih 12 let.
- Vrh Deomali, ki je v porečju Godavari, je najvišji vrh (1672 m) v zvezni državi Odiša.

## Rastlinstvo in živalstvo
- Porečje Krišna Godavari je eno glavnih gnezdišč ogrožene morske želve. Godavari je tudi dom ogroženega resastoustnega krapa (Labeo fimbriatus).[27]
- Gozdovi mangrov Coringa v delti Godavari so tretja največja formacija mangrov v državi. Del tega je bil razglašen za rezervat divjih živali Coringa, znan po plazilcih. Zagotavljajo tudi pomemben habitat za najrazličnejše ribe in rake. Ti gozdovi delujejo tudi kot ovire pred cikloni, tropskimi nevihtami in nevihtnimi sunki ter tako ščitijo bližnje vasi.
- Zavetišče za ptice Džajakvadi je še eno zatočišče za ptice, ki je v bližini mesta Paithan, ki se razprostira po zalednih vodah rezervoarja NathSagar, ki je nastal z zajezitvijo Godavarija z ogromnim jezom Džajakvadi. Njegovo 341 km² veliko območje je posejano z otoki znotraj akumulacijskega jezera, ki služijo kot gnezdišča za ptice.[28]
- Zavetišče za ptice Nandurmadmešvar je ob zalednih vodah reke Godavari blizu Našika ob njenem sotočju z reko Kadva.[29] Znan je kot Bharatpur v Maharaštri zaradi široke raznolikosti ptic, ki živijo v njem.

Sledi nekaj drugih zavetišč za divje živali, ki so v porečju:
- Zavetišče Bor
- Zavetišče za divje živali Eturnagaram
- Zavetišče za divje živali Gautala
- Narodni park Indravati
- Narodni park Kanger Ghati
- Zavetišče za divje živali Kawal
- Zavetišče za divje živali Kinnerasani
- Zavetišče za divje živali Kolleru
- Zavetišče za divje živali Manjira
- Zavetišče za divje živali Nagzira
- Narodni park Navegaon
- Zavetišče za divje živali Painganga
- Zavetišče za divje živali Papikonda
- Narodni park Pench
- Gozd Pocharam in zatočišče za divje živali
- Zavetišče za divje živali Pranahita
- Tadoba Andhari Tiger Project
- Zavetišče za divje živali Tipeshwar

## Slapovi
Slapovi Duduma so visoki 175 metrov in so eden najvišjih slapov v južni Indiji. So na reki Sileru, ki tvori mejo med državama Andra Pradeš in Odiša. Sledi nekaj drugih slapov, ki so v porečju:
- Bogatha
- Čitrakote
- Kuntala
- Počera
- Sahastrakunda
- Terathgarh

## Prehodi
Med okrožjema Vzhodni Godavari in Zahodni Godavari so 4 mostovi, ki se raztezajo čez reko.
- Stari most Godavari (znan tudi kot most Havelock in poimenovan po takratnem guvernerju Madrasa). Gradnja tega mostu se je začela leta 1876 in je bila dokončana leta 1897. Zgrajen je bil pod nadzorom F. T. Granville Walton, ki je zgradil most Dufferin čez Ganges in Granville Mills, oba britanska inženirja. V dolžini več kot 3 km je povezoval okrožji Vzhodni Godavari in Zahodni Godavari. Most je bil pomembna povezava, ki je omogočala vožnjo vlakov med Čenaijem in Hovrahom. Vlaki so po mostu vozili še stoletje do leta 1997, ko so po izgradnji dveh dodatnih mostov prekinili promet vlakov čez most.
- Most Godavari (znan tudi kot železniško-cestni most in most Kovvur-Radžahmundri). Gradnja tega mostu se je začela leta 1970 in je bila dokončana leta 1974. Služi tako kot železnica kot cesta med okrožjema Vzhodni Godavari in Zahodni Godavari.
- Godavari ločni most (znan tudi kot novi železniški most). Ta most je bil dokončan leta 1997, zgrajen je bil gorvodno od prejšnjih mostov.
- Četrti most Godavari (znan tudi kot novi cestni most). Ta most je najnovejši. Za javnost je bil odprt od Godavari Puškaras 2015. To je mostna povezava za cestno povezljivost, ki naj bi olajšala pretok prometa med Radžamahendravaramom in Kovurjem.

## Jezovi
Glavna reka Godavari je do sotočja s pritokom Pranhita v celoti zajezena, da se razpoložljiva voda uporabi za namakanje. Vendar njeni glavni pritoki Pranhita, Indravati in Sabari, ki se združijo v spodnjem toku porečja, nosijo trikrat več vode v primerjavi z glavnim tokom Godavari. Leta 2015 je presežek vode v reki Godavari povezan z vodnim primanjkljajem v reki Krišna z dajanjem v uporabo kanala Polavaram na desnem bregu s pomočjo sheme dvigala Pattiseema za povečanje razpoložljivosti vode v jezu Prakasam v Andra Pradešu. V porečju reke Godavari je zgrajenih več jezov kot v katerem koli drugem porečju v Indiji. Sledi nekaj jezov, ki so v porečju:
- Jez Gangapur: To je velik zemeljski jez z bruto zalogo vode 215,88 milijona kubičnih metrov[31] in je 10 km gorvodno od mesta Našik. Rezervoar, znan kot Gangapur Bandh Sagar, oskrbuje mesto Našik s pitno vodo in tudi termoelektrarno, ki je dolvodno v Eklahareju.
- Jez Džajakvadi: je blizu Paithana in je eden največjih zemeljskih jezov v Indiji. Ta jez je bil zgrajen za reševanje dvojne težave poplav ob bregovih v monsunskih mesecih in suše v preostalem delu leta v regiji Marathvada. Dva 'levi' in 'desni' kanal zagotavljata namakanje rodovitne zemlje do okrožja Nanded. Ta jez je prispeval k industrijskemu razvoju Aurangabada in Džalne v Maharaštri.[32] Jez Madžalgaon je zgrajen tudi v fazi 2 Džajakvadi za nadaljnjo razširitev potenciala namakanja v okrožjih Parbhani, Nanded in Beed.
- Jez Višnupuri: največji projekt namakanja z dvigalom v Aziji, Višnupuri Prakalp,[33] je bil zgrajen na reki na razdalji 5 km od mesta Nanded.
- Jez Ghatghar je bil zgrajen za proizvodnjo hidroenergije s preusmeritvijo vode pritoka Pravara zunaj porečja reke Godavari v reko, ki teče proti zahodu in se združi z Arabskim morjem.
- Zgornji rezervoar Vaitarna je bil zgrajen čez zahodno tekočo reko Vaitarna, ki združuje del povodja reke Godavari. Voda Godavari, zajeta v tem rezervoarju, se po proizvodnji hidroelektrarne preusmeri izven porečja za oskrbo s pitno vodo mesta Mumbaj.
- Jez Sriram Sagar: to je še en večnamenski projekt na reki Godavari na mejah okrožja Adilabad in Nizamabad. Je v bližini mesta Počampadu, 60 km od Nizamabada. Hindu ga je opisal kot »rešilno bilko za velik del Telangane«.[34] Zagotavlja potrebe po namakanju v okrožjih Karimnagar, Warangal, Adilabad, Nalgonda in Khammam ter proizvaja električno energijo.
- Zapornico Sir Arthur Cotton je zgradil Sir Arthur Cotton leta 1852. Poškodovala se je v poplavah leta 1987, kmalu zatem pa so jo obnovili kot cesto in poimenovali po njem. Cesta povezuje Radžamahendravaram v vzhodnem Godavariju in Vidžesvaram v zahodnem Godavariju. Namakalni kanali tega jezu so prav tako del državne vodne poti 4.

## Geologija in prenos sedimentov v porečju Godavari
Primarno in začetno porečje drenažnega bazena Godavari v veliki meri predstavlja bazalt vulkanske province Dekan (~50 % celotne površine porečja). Temu sledijo predkambrijski graniti in gnajsi vzhodnega kratona Dharwar, peščenjaki, skrilavci in apnenci superskupine Gondvana, različne sedimentne enote porečij Cudapah in Vindhjan, čarnokiti in hondaliti proterozoskega mobilnega pasu Vzhodni Gati in peščenjaki Radžahmundri formacije. Reka Godavari nosi največjo obremenitev sedimentov med polotoškimi rekami in večina prenosa mase v Godavari se zgodi med monsunom. Mineralne magnetne študije sedimentov reke Godavari kažejo, da je za poplavne ravnice v celotnem odseku reke značilen vir dekanskega bazalta. Na drugi strani so temeljne obremenitve pridobljene iz lokalne kamnine. Dotok izvira Dekana v reko Godavari do regij delte in morda v Bengalskem zalivu ob Godavariju je torej lahko povezan z intenzivnim kemičnim preperevanjem v bazaltov Dekana. Nenadno povečanje vrednosti δ13C in zmanjšanje vsebnosti TOC, ki ga spremlja znatno povečanje koncentracije ferimagnetnih mineralov v sedimentih Bengalskega zaliva s ~ 3,2 na 3,1 cal. ka BP je odražal premik organskega ogljika in vira usedlin ter hudo zmanjšanje pokritosti z vegetacijo. Takšni pojavi kažejo na okrepljeno krčenje gozdov in erozijo tal/kamnin na Dekanski planoti, ki proizvaja večje vnose ferimagnetnih mineralov, kar je v skladu z znatnim širjenjem kmetijskih dejavnosti v dekanskem bakrenodobnem kulturnem obdobju.

### Nahajališča mineralov
Porečje reke Godavari je obdarjeno z bogatimi nahajališči mineralov, kot so nafta in zemeljski plin, premog, železo, apnenec, mangan, baker, boksit, granit, laterit in drugi. Sledi nekaj omenjenih depozitov:
- Hribovje Araku, boksit
- Premogovništvo v dolini Godavari, premog
- Kirandul, železo
- Porečje Krišna Godavari, nafta in plin
- Malandžkhand, baker
- MOIL (podjetje), mangan
- [Penč Kanhan Coalfield, premog
- Rudniki Rowghat, železo
- Wardha Valley Coalfield, premog

## Ekološki pomisleki
Pogosto izsuševanje reke Godavari v bolj sušnih mesecih je zelo zaskrbljujoče. Kot očiten razlog so navedli neselektivne zajezitve vzdolž reke. V Maharaštri je namakanje sladkornega trsa označeno kot eden najpomembnejših vzrokov.
Leta 2013 je bila reka v okrožju Nizamabad v Telangani najnižja. To je prizadelo ribe in zagrenilo življenje ribičev. Vodostaj je bil tako nizek, da so ljudje zlahka stopili na sredino reke. Pomanjkanje padavin in zaprtje kontroverznih vrat projekta Babli v Maharaštri naj bi vplivalo na pretok vode v reki in razpoložljivost vode za projekt Sriram Sagar, razen v več kot 20-odstotnem presežku monsunskih let (tj. eno od štirih let).
Študija je pokazala, da je delta v večji nevarnosti, saj stopnja agradacije sedimenta (dvig ravni delte z odlaganjem sedimenta) ne presega več relativnega dviga morske gladine. Nadalje navaja, da se je obremenitev suspendiranega sedimenta v delti zmanjšala s 150,2 milijona ton v letih 1970–1979 na 57,2 milijona ton do leta 2000–2006, kar pomeni trikratno zmanjšanje v zadnjih 4 desetletjih. Posledice tega je mogoče videti v uničenih vaseh, kot je Upada v delti Godavari, uničenju mangrovih gozdov in razdrobljenosti obale – verjetno posledica gradnje jezu.
Projekt Polavaram, ki naj bi nadalje poosebljal neobčutljivost do Godavarija, je projekt, ki ga oglašujejo kot velikanskega – tako glede velikosti kot kršitev. Projekt, ki velja za nesmiselnega in politično vodenega, odpira vprašanja o okoljskem čiščenju, selitvi gorvodnih človeških bivališč, izgubi gozdnega pokrova, tehničnih podrobnostih pri načrtovanju jezu, ki naj bi zmanjšal nevarnost poplav in nevarnih nasipov.
Voda z visoko alkalnostjo se iz območij odlagališč pepela številnih elektrarn na premog izpušča v reko, kar dodatno poveča alkalnost rečne vode, katere voda je naravno visoko alkalna, saj porečje izsušuje veliko območje bazaltnih formacij. Ta problem se poslabša v mesecih nizkih vodostajev v celotnem porečju. Območje porečja Godavari v Telangani se že sooča s problemom visoke alkalnosti in slanosti vode, ki pretvarja tla v neproduktivna natrijeva alkalna tla.

## V popularni kulturi
Ena od ladij indijske mornarice je po reki poimenovana INS Godavari. Godavari je tudi kodno ime nekaterih različic čipov AMD APU.